# Ben Offereins
Ben Offereins (Sydney, 12 marzo 1986) è un velocista australiano.

## Palmarès
| Anno | Manifestazione | Sede    | Evento  | Risultato | Prestazione | Note |
| ---- | -------------- | ------- | ------- | --------- | ----------- | ---- |
| 2009 | Mondiali       | Berlino | 4x400 m | Bronzo    | 3'00"90     |      |
| 2011 | Mondiali       | Taegu   | 4x400 m | Batteria  | 3'01"56     |      |